# Projecteur de Leray
Pour les articles homonymes, voir Leray.
Le projecteur de Leray, nommé d'après Jean Leray, est un opérateur linéaire utilisé dans la théorie des équations aux dérivées partielles, plus spécialement en dynamique des fluides. De manière informelle, il peut être vu comme la projection sur les champs de vecteurs à divergence nulle. Il est utilisé en particulier pour éliminer à la fois la pression et le terme d'incompressibilité dans les équations de Stokes et les  équations de Navier-Stokes.

## Définition

### Par une approche pseudo-différentielle
Pour les champs de vecteurs {\displaystyle \mathbf {u} } (en dimension quelconque {\displaystyle n\geq 2}), le projecteur de Leray {\displaystyle \mathbb {P} } est défini par
{\displaystyle \mathbb {P} (\mathbf {u} )=\mathbf {u} -\nabla \Delta ^{-1}(\nabla \cdot \mathbf {u} ).}
Cette définition est à comprendre au sens des opérateurs pseudo-différentiels : son multiplicateur de Fourier à valeurs matricielles {\displaystyle m(\xi )} est donné par
{\displaystyle m(\xi )_{kj}=\delta _{kj}-{\frac {\xi _{k}\xi _{j}}{\vert \xi \vert ^{2}}},\quad 1\leq k,j\leq n.}
Ici, {\displaystyle \delta } est le symbole de Kronecker. Formellement, cela signifie que pour tout {\displaystyle \mathbf {u} \in {\mathcal {S}}(\mathbb {R} ^{n})^{n}}, on a
{\displaystyle \mathbb {P} (\mathbf {u} )_{k}(x)={\frac {1}{(2\pi )^{n/2}}}\int _{\mathbb {R} ^{n}}\left(\delta _{kj}-{\frac {\xi _{k}\xi _{j}}{\vert \xi \vert ^{2}}}\right){\widehat {\mathbf {u} }}_{j}(\xi )\,e^{i\xi \cdot x}\,\mathrm {d} \xi ,\quad 1\leq k\leq n}
où {\displaystyle {\mathcal {S}}(\mathbb {R} ^{n})} est l'espace de Schwartz. On utilise ici la convention de sommation d'Einstein.

### Par la décomposition de Helmholz-Leray
Il est possible de montrer qu'un champ de vecteurs {\displaystyle \mathbf {u} } donné se décompose sous la forme
{\displaystyle \mathbf {u} =\nabla q+\mathbf {v} ,\quad {\text{avec}}\quad \nabla \cdot \mathbf {v} =0.}
Au contraire de la décomposition de Helmholtz, la décomposition de
Helmholtz-Leray de {\displaystyle \mathbf {u} } est unique (à une constante additive
près pour {\displaystyle q} ). Nous pouvons alors définir {\displaystyle \mathbb {P} (\mathbf {u} )} par
{\displaystyle \mathbb {P} (\mathbf {u} )=\mathbf {v} .}

## Propriétés
Le projecteur de Leray a les propriétés remarquables suivantes :
1. Le projecteur de Leray est un projecteur :  {\displaystyle \mathbb {P} [\mathbb {P} (\mathbf {u} )]=\mathbb {P} (\mathbf {u} )} pour tout {\displaystyle \mathbf {u} \in {\mathcal {S}}(\mathbb {R} ^{n})^{n}}.
2. Le projecteur de Leray est un opérateur à divergence nulle : {\displaystyle \nabla \cdot [\mathbb {P} (\mathbf {u} )]=0} pour tout {\displaystyle \mathbf {u} \in {\mathcal {S}}(\mathbb {R} ^{n})^{n}}.
3. Le projecteur de Leray est simplement l'identité pour les champs de vecteurs à divergence nulle : {\displaystyle \mathbb {P} (\mathbf {u} )=\mathbf {u} } pour tout {\displaystyle \mathbf {u} \in {\mathcal {S}}(\mathbb {R} ^{n})^{n}} tel que {\displaystyle \nabla \cdot \mathbf {u} =0}.
4. Le projecteur de Leray s'annule sur tous les champs de vecteurs qui dérivent d'un potentiel :  {\displaystyle \mathbb {P} (\nabla \phi )=0} pour tout {\displaystyle \phi \in {\mathcal {S}}(\mathbb {R} ^{n})}.

## Application aux équations de Navier-Stokes
Les équations de Navier-Stokes (incompressibles) sont
{\displaystyle {\frac {\partial \mathbf {u} }{\partial t}}-\nu \,\Delta \mathbf {u} +(\mathbf {u} \cdot \nabla )\mathbf {u} +\nabla p=\mathbf {f} }
{\displaystyle \nabla \cdot \mathbf {u} =0}
où {\displaystyle \mathbf {u} } est la vélocité du fluide, {\displaystyle p} la pression divisée par la masse volumique (constante), {\displaystyle \nu >0} la viscosité et {\displaystyle \mathbf {f} } la force externe volumique.
En appliquant le projecteur de Leray à la première équation, on obtient en utilisant les propriétés ci-dessus :
{\displaystyle {\frac {\partial \mathbf {u} }{\partial t}}+\nu \,\mathbb {S} (\mathbf {u} )+\mathbb {B} (\mathbf {u} ,\mathbf {u} )=\mathbb {P} (\mathbf {f} )}
où
{\displaystyle \mathbb {S} (\mathbf {u} )=-\mathbb {P} (\Delta \mathbf {u} )}
est l'opérateur de Stokes (en) et la forme bilinéaire {\displaystyle \mathbb {B} } est définie par
{\displaystyle \mathbb {B} (\mathbf {u} ,\mathbf {v} )=\mathbb {P} [(\mathbf {u} \cdot \nabla )\mathbf {v} ].}
En général, on suppose pour simplifier que {\displaystyle \mathbf {f} } est à divergence nulle, de telle sorte que {\displaystyle \mathbb {P} (\mathbf {f} )=\mathbf {f} } ; cela peut toujours être vérifié, avec le terme {\displaystyle \mathbf {f} -\mathbb {P} (\mathbf {f} )}
ajouté à la pression.